# Supply (Schiff, 1759)
Die Supply war ein bewaffnetes Versorgungsschiff der Royal Navy, das als Teil der First Fleet eine wichtige Rolle bei der Besiedelung der britischen Sträflingskolonie Australiens spielte.

## Abgrenzung
Das hier behandelte Schiff, war das dritte von insgesamt acht Schiffen der britischen Royal Navy, die den Namen Supply trugen.

## Geschichte
Das Schiff wurde 1759 auf einer Werft in Rotherhithe bei London gebaut und in Dienst der Royal Navy gestellt. Das Schiff hatte zwei Masten und vermaß 175 Tonnen bm. Sie war mit vier Kanonen bewaffnet. Sie wurde zunächst 27 Jahre lang für den Transport von Marineversorgungsgütern zwischen der Themse und den Kanalhäfen eingesetzt.
1787 wurde sie als Teil der First Fleet nach Australien entsandt. Als ältestes und kleinstes Schiff der First Fleet verließ sie mit dieser am 13. Mai 1787 Portsmouth und erreichte am 18. Januar 1788 die Botany Bay. Ihr Kommandant war Lieutenant Henry Lidgbird Ball, der Schiffsarzt war James Callam. Mit an Bord segelten auch der spätere Gouverneur Australiens  Arthur Phillip und der Marinetransportagent John Shortland. Nachdem die Briten in Port Jackson eine Kolonie gegründet hatten, diente sie als Verbindungsschiff zur Kolonie auf der Norfolkinsel und machte zehn Fahrten nach dort. Nach dem Verlust der Sirius war sie die einzige Verbindung der Kolonie mit der Außenwelt. Am 17. April 1790 wurde sie nach Batavia geschickt, um Versorgungsgüter zu beschaffen. Am 19. September kehrte sie mit dem für zusätzliche Transportkapazität gecharterten holländischen Schiff Waaksamheid zurück. Die Supply verließ Port Jackson am 26. November 1791 und segelte über Kap Hoorn nach Plymouth, wo sie am 21. April 1792 eintraf.
Sie wurde im Juli 1792 versteigert und auf den Namen Thomas and Nancy umbenannt und transportierte bis 1806 im Themsegebiet Kohle.